# Nogometni klub Istra 1961
Il Nogometni klub Istra 1961, noto come Istra 1961 e in italiano come Istria 1961, è una società calcistica croata di Pola. Milita in Prva hrvatska nogometna liga, la massima serie del campionato croato di calcio.
Fondato nel 1948 con il nome di NK Uljanik Pula, nel 2003 il club assunse la denominazione di NK Pula 1856, in quanto il 1856 fu l'anno in cui l'Impero austriaco fece di Pola il proprio arsenale principale sul Mar Adriatico.
Nell'estate del 2007, dopo la retrocessione nella seconda serie croata, cambiò nome e colori sociali (da bianco-azzurro a giallo-verde), assumendo la denominazione attuale, in quanto il 1961 fu l'anno che vide la fusione tra la NK Pula e la NK Istra.
Nel 2003 raggiunse la finale della Coppa di Croazia, venendo sconfitta dall'Hajduk Spalato. Si ripeté nell'edizione 2020-2021, questa volta venendo superata dalla Dinamo Zagabria.
Lo Stadio Aldo Drosina (sito nell'omonimo quartiere), che ospita le partite interne del club, ha una capacità di 8 923 spettatori è stato ristrutturato nel 2010.

## Storia
Il club fu fondato nel 1948 come polisportiva aziendale in seno al cantiere navale Uljanik con la denominazione di NK Uljanik (i giornali della minoranza italiana in Jugoslavia la chiamavano "Scoglio Olivi" dal nome italiano del cantiere in questione). Tra i soci fondatori vi erano anche due ex giocatori del Grion di Pola, Angelo Dicovich e Giordano Terlon. La sezione calcistica, nella quale militò dal 1951 al 1955 Aldo Drosina, partì dai campionati repubblicani croati, disputando diverse stracittadine con la rivale NK Pula, società sorta nel novembre 1947 con la denominazione di S.C.F. Pola dalla fusione tra U.S. Operaia e S.C.F. Proletario (anche noto con il nome croato di NK Proleter). Nel corso degli anni cinquanta militò occasionalmente anche nelle leghe inter-repubblicane: nella stagione 1954-1955 disputò la lega sloveno-croata (terzo livello della piramide calcistica jugoslava) mentre nelle stagioni 1956-1957 e 1957-1958 militò nella I zona del secondo livello jugoslavo, affrontando squadre slovene e croate. Nelle stagioni 1959-1960 e 1960-1961 l'Uljanik sfiorò la promozione nella Seconda Lega (Druga Liga) jugoslava mancandola ai playoff tra le vincenti dei vari gironi. Il 1 agosto 1961 l'Uljanik si fuse con il NK Pula fondando il Nogometni klub Istra. Nel 1964, tuttavia, l'Uljanik fu ricostituito ripartendo dalle serie minori a livello locale. Negli anni ottanta il club risalì nel massimo campionato repubblicano croato disputando numerose stracittadine con l'Istra.
Con l'indipendenza della Croazia del 1991, il NK Uljanik fu ammesso al campionato di 2.HNL, il secondo livello della piramide calcistica croata, dove rimase fino al 1998, anno della retrocessione in 3.HNL. Nel 2001 avvenne la risalita in 2.HNL con la vittoria del campionato di Terza Lega. Nella stagione 2002–2003, allenato da Elvis Scoria, il club riuscì nell'impresa di raggiungere la finale di Coppa di Croazia, perdendola tuttavia contro la blasonata compagine dell'Hajduk Spalato. Si tratta della prima e unica occasione, nella storia del calcio croato, in cui una squadra di 2.HNL sia riuscita a raggiungere la finale di coppa.
Nella stagione 2003-2004 il club, allenato dal Igor Pamić, conquistò la prima storica promozione nel massimo campionato croato, vincendo il girone Sud della 2.HNL e battendo il Međimurje (0-2, 2-0) ai play-off ma solo ai tiri di rigore. Al debutto in 1.HNL nella stagione 2004-2005, il club riuscì a ottenere la sua prima vittoria in massima serie contro l'Osijek alla quarta giornata. Il club perse solo un incontro interno, ma non riuscì a ottenere vittorie in trasferta. Terminata la regular season al decimo posto, conquistarono la salvezza ai play-out. Nel campionato 2005-2006, in seguito a una pessima partenza, l'allenatore Pamić fu esonerato e sostituito da Milivoj Bračun. Sotto il nuovo allenatore i risultati del club migliorarono, ma nel corso della seconda parte della stagione Bračun si dimise venendo sostituito da Krunoslav Jurčić. Il club si classificò in settima posizione.
Nel corso dell'estate Jurčić fu esonerato e sostituito da Stjepan Deverić il quale tuttavia si dimise prima dell'inizio del campionato a causa di contrasti con la dirigenza. Gli subentrò Branko Tucak, il quale, tuttavia, dopo una pessima partenza in campionato e contrasti con i giocatori, fu esonerato e sostituito da Krunoslav Jurčić. Nel frattempo il club, in difficoltà economiche, rischiava di fallire, ma l'intervento del governatore dell'Istria e l'arrivo di nuovi sponsor scongiurarono la bancarotta, mentre Darko Jergović assunse la presidenza della società. La stagione 2006-2007 si concluse con la retrocessione del club in 2.HNL a causa dell'undicesimo posto che condannò la squadra ai play-out poi persi contro lo Zara (3-0, 2-3).
Valdi Šumberac fu ingaggiato come allenatore. Nel frattempo il gruppo di ultras locali dei Demoni, precedentemente sostenitori della compagine concittadina dell'Istra, decisero di tifare per il club, affermatosi ormai come la prima squadra cittadina in seguito al declino della squadra rivale, divenendone il primo gruppo ultras. Alla fine di agosto 2007 la dirigenza assunse Elvis Scoria come nuovo allenatore, mentre Šumberac rimase come assistente. L'Istra non riuscì a centrare l'obiettivo promozione classificandosi al terzo posto. Nella stagione 2008-2009 il club vinse il campionato di 2.HNL e ritornò in 1.HNL.
Negli anni successivi il NK Istra riuscì a rimanere stabilmente nel massimo campionato croato, seppur con piazzamenti da bassa classifica e con la retrocessione spesso evitata a stento, e nella stagione 2013-2014 riuscì a raggiungere le semifinali di Coppa di Croazia. Nel giugno 2018, il NK Istra fu acquisito dal gruppo Baskonia-Alaves, che comprò l'85% delle azioni del club. Il 14 aprile 2021 l'Istra 1961 riuscì a qualificarsi alla finale di Coppa di Croazia, grazie alla vittoria per 3-2 sul Rijeka in semifinale. Tuttavia persero la finale contro la Dinamo Zagabria per 6-3.

## Colori e simboli

### Colori
Fino alla stagione 2007-2008 il club indossava tradizionalmente casacche blu scuro. Dopo il cambio di denominazione in Istra 1961, il club ha deciso di adottare gli stessi colori (verde e giallo) e casacche del club rivale e in declino dell'Istra.

### Simboli
Lo stemma attuale dell'Istra 1961 è stato introdotto nel 2007 in concomitanza con il cambiamento di denominazione ed è simile allo stemma precedente. In alto, insieme allo stemma della città di Pola, è raffigurato un pallone d'oro avvolto dall'Arena di Pola. Il lato sinistro dello stemma è verde e il lato destro è giallo. Lo stemma presenta la scritta NK ISTRA 1961.
Per quanto riguarda gli stemmi precedenti, quello del Pula 1856 al centro raffigurava l'Arena e, più in basso, lo stemma della città, mentre ai margini recava l'iscrizione NK Pula 1856. Gli stemmi del Pula Staro Češko e del Pula sono quasi identici e assomigliano molto allo stemma attuale, differendone tuttavia per i colori (la metà sinistra era blu e la metà destra bianca).

## Stadio
L'Istra 1961 ha giocato allo Stadio Veruda fino al 2011, quando si è trasferito nel rinnovato Stadio Aldo Drosina. La capienza dello stadio attuale è di 9 000 posti a sedere. Soddisfa tutti i criteri FIFA e di conseguenza è abilitato a ospitare gli incontri internazionali della nazionale croata di calcio.

## Allenatori e presidenti
- 2004-2005  Igor Pamić
- 2005-2006  Milivoj Bračun
- 2006-2007  Krunoslav Jurčić
- 2007  Nenad Gračan
- 2007-2009  Elvis Scoria
- 2009-2010  Valdi Šumberac
- 2010  Zoran Vulić
- 2010  Ante Miše
- 2010  Robert Jarni
- 2010  Davor Lasić (interim)
- 2010-2011  Zoran Vulić
- 2011-2015  Igor Pamić
- 2015-2016  Robert Rubčić (interim)
- 2016  Andrej Panadić
- 2016  Goran Tomić
- 2016  Darko Raić-Sudar (interim)
- 2016-2017  Marijo Tot[16]
- 2017  Darko Raić-Sudar (interim)[16]
- 2017-2018  Darko Raić-Sudar[17]
- 2018  Manolo Márquez
- 2018  Curro Torres
- 2018-2019  Krunoslav Rendulić
- 2019  Igor Cvitanović
- 2019-2020  Ivan Prelec
- 2020-2021  Fausto Budicin
- 2021  Danijel Jumić
- 2021-2023  Gonzalo García
- 2023-2024  David Catalá
- 2024   Paolo Tramezzani
- 2024   Sergej Banović
- 2025-  Gonzalo García

## Palmarès

### Competizioni nazionali
- Druga hrvatska nogometna liga: 1

2008-2009
- Treća HNL: 1

2000-2001 (girone Ovest)

### Altri piazzamenti
- Coppa di Croazia:

Finalista: 2002-2003, 2020-2021
Semifinalista: 2013-2014, 2024-2025
- Druga hrvatska nogometna liga:

Terzo posto: 1996-1997 (girone Ovest), 2007-2008

## Statistiche e record

### Partecipazione ai campionati
| Livello | Categoria | Partecipazioni | Debutto   | Ultima stagione | Totale |
| ------- | --------- | -------------- | --------- | --------------- | ------ |
| 1º      | 1. HNL    | 17             | 2004-2005 | 2022-2023       | 17     |
| 2º      | 2. HNL    | 10             | 1993-1994 | 2008-2009       | 10     |
| 3º      | 3. HNL    | 4              | 1992      | 2000-2001       | 4      |

### Statistiche individuali
Aggiornate all'11 aprile 2022
| Record di presenze in 1. HNL - 144 Goran Roce (2009-2013, 2016-2017, 2018) - 136 Slavko Blagojević (2012-2014, 2020-) - 130 Vanja Iveša (2004-2007, 2015-2017, 2018) - 112 Šime Gržan (2016-2018, 2019-2021) - 103 Mislav Anđelković (2006-2013) | Record di reti in 1. HNL - 30 Asim Šehić (2004-2006, 2009-2012) - 29 Goran Roce (2009-2013, 2016-2017, 2018) - 25 Dejan Radonjić (2013-2015) - 17 Sandi Križman (2012-2014, 2015) - 16 Šime Gržan (2016-2018, 2019-2021) |

## Tifoseria

### Storia
La squadra è sostenuta dal gruppo di ultras dei Demoni. Fondato nel 1992, inizialmente sosteneva la compagine concittadina e rivale del NK Istra. In seguito al declino dell'Istra, sprofondato in 3.HNL, e alla concomitante ascesa dell'Istra 1961, che sotto la denominazione di Pula aveva raggiunto la promozione nel massimo campionato, nel 2007 i Demoni decisero di abbandonare la loro vecchia squadra e di tifare per l'Istra 1961 (che nel frattempo aveva adottato gli stessi colori del NK Istra).

### Gemellaggi e rivalità
Le principali rivali dell'Istra 1961 sono il club concittadino del NK Istra e le società di Fiume. La rivalità con l'Istra si ravvivò particolarmente nella stagione 2001-2002 quando le due compagini concittadine e rivali si contesero fino all'ultimo la vittoria del proprio girone di 2.HNL. Il club "ereditò" dall'Istra la rivalità con il Rijeka. Le partite tra l'Istra e il Rijeka prendono il nome di Derby della Učka. La rivalità tra i Demoni e l'Armada (il gruppo di ultras dei Rijeka) è particolarmente intensa e i due gruppi di ultras si sono scontrati in più circostanze.

## Organico

### Rosa 2024-2025
Aggiornata al 19 marzo 2025.
| N. |                      | Ruolo | Calciatore                   |
| -- | -------------------- | ----- | ---------------------------- |
| 1  | Croazia (bandiera)   | P     | Franko Kolic                 |
| 4  | Austria (bandiera)   | D     | Dario Maresic                |
| 5  | Finlandia (bandiera) | D     | Ville Koski                  |
| 6  | Islanda (bandiera)   | C     | Logi Hrafn Róbertsson        |
| 7  | Croazia (bandiera)   | C     | Slavko Blagojević (capitano) |
| 8  | Croazia (bandiera)   | C     | Antonio Maurić               |
| 9  | Svizzera (bandiera)  | A     | Zoran Josipovic              |
| 11 | Croazia (bandiera)   | C     | Mateo Lisica                 |
| 16 | Croazia (bandiera)   | D     | Luka Bogdan                  |
| 17 | Camerun (bandiera)   | D     | Stephane Keller              |
| 18 | Nigeria (bandiera)   | C     | Israel Isaac Ayuma           |
| 21 | Croazia (bandiera)   | P     | Lovro Majkić                 |
| 22 | Islanda (bandiera)   | A     | Danijel Djurić               |
| 23 | Croazia (bandiera)   | D     | Moris Valinčić               |
| 24 | Croazia (bandiera)   | C     | Vinko Rozić                  |

| N. |                                 | Ruolo | Calciatore         |
| -- | ------------------------------- | ----- | ------------------ |
| 26 | Germania (bandiera)             | D     | Marcel Heister     |
| 27 | Croazia (bandiera)              | C     | Ivan Ćalušić       |
| 29 | Georgia (bandiera)              | A     | Giorgi Gagua       |
| 30 | Croazia (bandiera)              | C     | Josip Radošević    |
| 36 | Bosnia ed Erzegovina (bandiera) | C     | Irfan Ramić        |
| 40 | Croazia (bandiera)              | P     | Jan Paus-Kunšt     |
| 41 | Croazia (bandiera)              | C     | Marin Zgomba       |
| 44 | Bosnia ed Erzegovina (bandiera) | C     | Stjepan Lončar     |
| 57 | Croazia (bandiera)              | C     | Kristian Fućak     |
| 70 | Nigeria (bandiera)              | A     | Salim Fago Lawal   |
| 97 | Bosnia ed Erzegovina (bandiera) | D     | Advan Kadušić      |
|    | Croazia (bandiera)              | A     | Lorenzo Travaglia  |
|    | Croazia (bandiera)              | D     | Luka Djuranovic    |
|    | Nigeria (bandiera)              | A     | Charles Adah Agada |

## NK Istra 1961 II
Nella stagione 2014-15 è stata istituita la seconda squadra dell'Istra conosciuta come Istra 1961 II a sostituire la formazione under 19. Al pari delle seconde squadre della Dinamo Zagabria, Rijeka e Hajduk è stata in inserita in Terza Divisione e non poteva partecipare alla Coppa Nazionale ne' essere promossa nella stessa categoria della "Prima Squadra". Era composta da giocatori fra i 18 e i 21 anni, nelle partite ufficiali potevano giocare solo 5 "fuori quota".
Il 23 giugno 2015 il direttivo del club annuncia il ritiro della seconda squadra per mancanza di infrastrutture e di staff tecnico.
| Stagione | Campionato   | Campionato | Campionato | Campionato | Campionato | Campionato | Campionato | Campionato | Campionato |
| Stagione | Divisione    | G          | V          | N          | P          | GF         | GS         | Pti        | Pos.       |
| -------- | ------------ | ---------- | ---------- | ---------- | ---------- | ---------- | ---------- | ---------- | ---------- |
| 2014-15  | 3. HNL Ovest | 30         | 14         | 4          | 12         | 48         | 42         | 46         | 6°         |